# Р-330Ж «Житель»

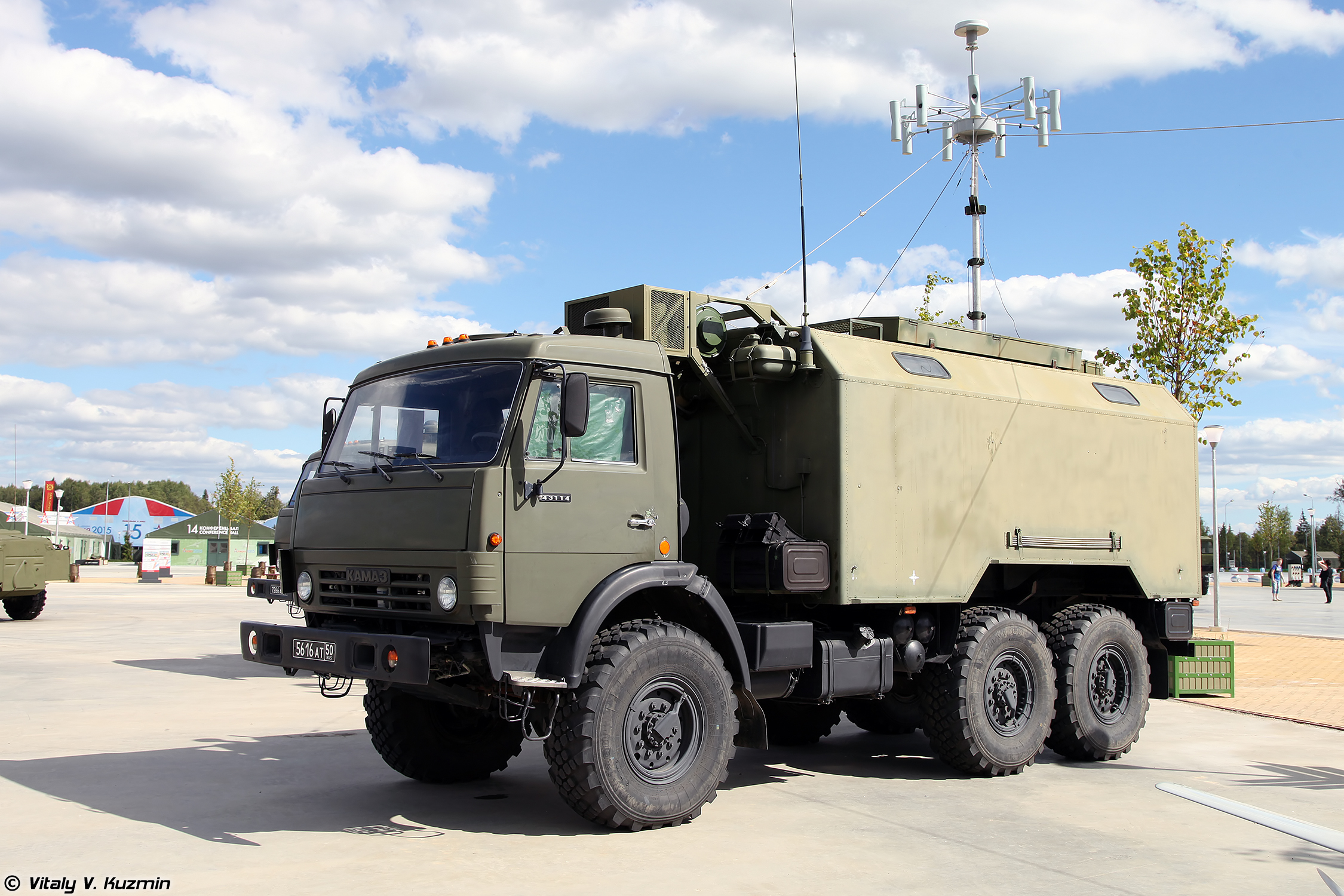
Р-330Ж «Житель» на шасі КамАЗ

Р-330Ж «Житель» — створена ВАТ НВП «ПРОТЕК» (Росія) автоматизована станція постановки перешкод.
АСП Р-330Ж прийнята на озброєння Збройних сил РФ. За твердженнями виробника, випробувана в бойових умовах.

## Властивості

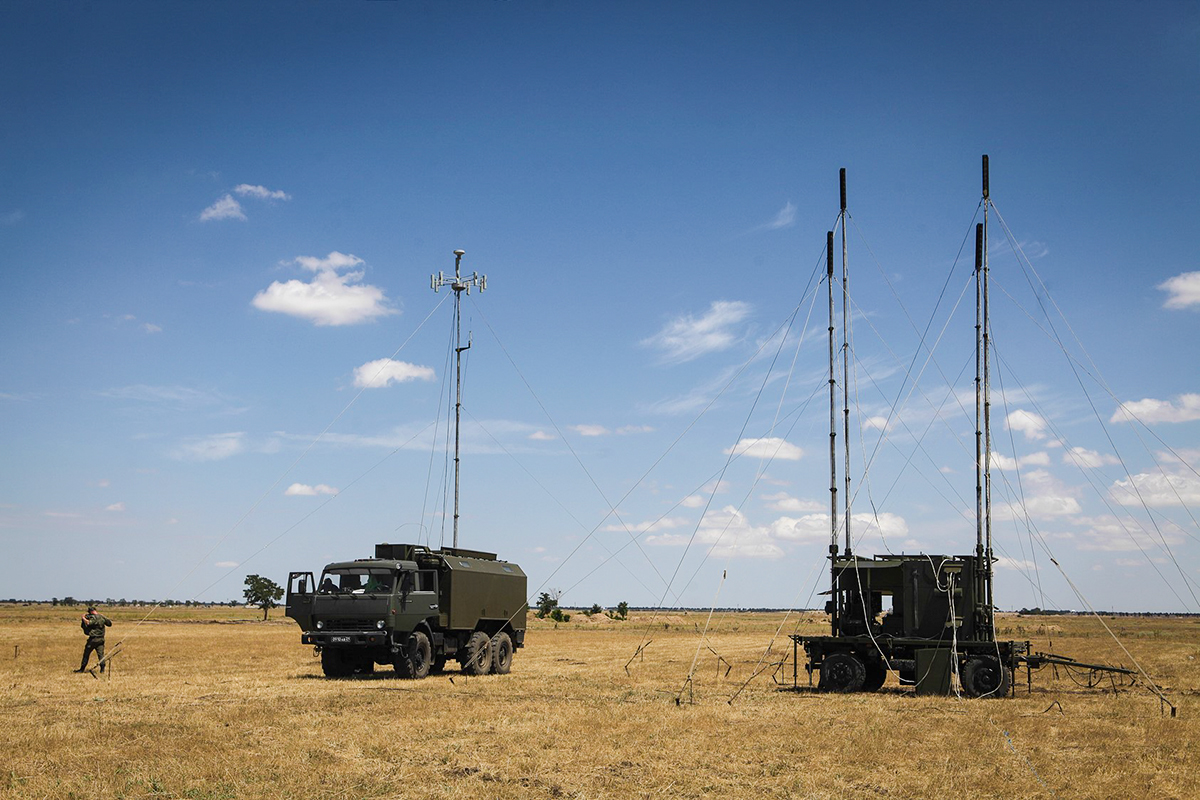
Р-330Ж «Житель»

Автоматизована станція перешкод (АСП) Р-330Ж «Житель» забезпечує:
- автоматизоване виявлення, пеленгування, та аналіз сигналів джерел радіовипромінювання в робочому діапазоні частот;
- постановку радіоперешкод носимим і мобільним наземним станціям (абонентським терміналам) систем супутникового зв'язку «ІНМАРСАТ» та «Іридіум»(інші мови), навігаційній апаратурі споживачів супутникової навігаційної системи «NAVSTAR» (GPS) і базовим станціям стільникового зв'язку GSM-900/1800;
- автоматизоване ведення телекодового інформаційного обміну з аналогічною супряженою АСП для забезпечення синхронного пеленгування джерел радіовипромінювання з метою розрахунку їхніх координат;
- автоматизоване ведення телекодового інформаційного обміну з керівним пунктом управління з метою отримання завдання на ведення бойової роботи та доповіді результатів роботи;
- автоматичне тестування апаратури й виявлення несправних елементів (складових частин);
- ведення картографічних даних з відображенням інформації про розвідані джерела радіовипромінювання на тлі електронної топографічної карти місцевості або в мережі прямокутних координат.

Способи застосування АСП Р-330Ж:
- автономно
- в поєднаній (супряженій) парі з аналогічним виробом в ролі ведучої або веденої станції
- автономно і в поєднаній (супряженій) парі під керуванням пункту управління типу Р-330КМА

## Тактико-технічні характеристики
- Діапазон робочих частот:
  - при здійсненні радіорозвідки — 100…2000 МГц;
  - при здійсненні радіопридушення (РП) — 800…960;1227,6; 1575,42; 1500…1700 і 1700…1900 МГц
- Похибка вимірювання пеленгів на джерела радіовипромінювання — не більше 2°
- Швидкість сканування частотного діапазону:
  - в режимі виявлення — не менше 800 МГц/с
  - в режимі пеленгування — не менше 400 МГц/с
- Сумарний енергопотенціал АПФАР (4 шт.) — не менше 8000 Вт
- Ширина діаграми скерованості кожної з 4-х АПФАР:
  - за азимутом — 90…120°
  - за кутом місця — до 20°
- Види завадових сигналів: прицільні за частотою, прицільно-загороджувальні за частотою, загороджувальні за частотою
- Кількість квазіодночасно випромінюваних завадових сигналів — не більше 12
- Дальність РП (придушення) апаратури наземних споживачів — 20…25 км
- Дальність РП (придушення) апаратури споживачів, встановленої на літальних апаратах — не менше 50 км
- Швидкість обміну телекодовою інформацією:
  - між супряженими АСП — не менше 256 кбіт/с;
  - між АСП та пунктом управління — не менше 48 кбит/с
- Електроживлення:
  - в штатному режимі (від дизель-генератора, що возиться, або промислової мережі) — 220/380В частотою 50 Гц;
  - аварійне живлення від акумуляторів — постійний струм напругою +24 В
- Потужність, що споживається при живленні від промислової мережі:
  - без системи життєзабезпечення — не більше 2,5 кВт
  - з системою життєзабезпечення — не більше 10 кВт
- Штатна транспортна база — автомобіль Урал-43203
- Час розгортання (згортання) — не більше 40 хвилин
- Обслуга (екіпаж):
  - мирного часу — 3 особи;
  - воєнного часу — 4 особи;
- Пересічне напрацювання на відмову — не менше 1600 годин

## Бойове застосування
За твердженням російського ТБ «Звезда», Р-330Ж здатен перехоплювати й придушувати канали управління БПЛА, а ранні версії станції були використані в Другій чеченській війні.

### Російсько-українська війна
АСП Р-330Ж «Житель» були використані російськими силами у війні на сході України та під час повномасштабної збройної агресії у 2022 році.
За повідомленнями українських ЗМІ, щонайменше одна установка була знищена наприкінці березня-початку квітня 2016 року, а вже в червні того ж року СММ ОБСЄ заявила про виявлену із допомогою БПЛА станцію Р-330Ж «Житель» неподалік Андріївки, за 15 км на південь від Донецька. Через два тижні БПЛА СММ ОБСЄ виявив іще одну станцію Р-330Ж «Житель» на північний захід від міста Дебальцеве.
В листопаді 2017 ще одного «Жителя» було помічено в Луганській області в населеному пункті Земляне за 7 км від лінії розмежування.
29 червня 2019 року українськими військовими поблизу Майорове (Донецька область) було знищено російський комплекс «Торн-МДМ». Окрім знищення дороговартісного обладнання відомо про ліквідацію двох бійців та 3 поранених. Вже в перших числах липня відео зняте з українського БПЛА було поширене в Інтернеті. Разом з комплексом «Торн-МДМ» імовірно було знищено станцію постановки радіоелектронних перешкод Р-330Ж «Житель».
Вчергове комплекс Р-330Ж «Житель» був помічений у нічний час 28 листопада 2020 з безпілотника СММ ОБСЄ дальнього радіуса дії в 4 км на північний захід від селища Ковське Новоазовського району Донецької області України, приблизно за 5 км від кордону з Російською Федерацією. Про це повідомлялось у текстовій частині звіту СММ ОБСЄ № 286/2020 від 1 грудня 2020 року. InformNapalm підтвердила ці дані й встановила координати комплексу Р-330Ж «Житель»: 47°15′14.5″ пн. ш. 38°11′03.4″ сх. д. / 47.254028° пн. ш. 38.184278° сх. д..
В грудні 2020 року цей комплекс був помічений знову, про це повідомляється у щоденному звіті № 308/2020, опублікованому Спеціальною моніторинговою місією ОБСЄ в Україні 29 грудня. Упродовж дня 27 грудня орієнтовно за 2 км на східно-південний схід від н. п. Михайлівка (74 км на південний схід від Донецька) та приблизно за 2,5 км на північний захід від кордону з Російською Федерацію БПЛА СММ дальнього радіуса дії виявив комплекс радіоелектронної боротьби (ймовірно Р-330Ж «Житель»).
В березні 2022 року були поширені фото знищеної українською артилерією російської техніки під Києвом. Серед всього іншого, там було видно і рештки одного комплексу Р-330Ж.
У травні 2022 було знищено ще один такий комплекс.
У вересні 2022 українські військові у Харківській області з автоматичної 30-мм гармати бронетранспортера БТР-4Е знищили іще одну російську станцію постановки радіоелектронних перешкод Р-330Ж «Житель».
26 березня 2023 року стало відомо що було уражено російську станцію Р-330Ж «Житель».
13 квітня 2023 року пресслужба ССО повідомила про знищення за допомогою HIMARS російської станції перешкод Житель на Донецькому напрямку.
6 жовтня 2023 року ЗСУ знищили таку станцію на півдні України.
28 лютого аеророзвідка 80ї ОДШБр зафіксувала, а ракетники знищили таку установку під Бахмутом.
8 березня 2024 року ССО скорегувала вогонь HIMARS на таку установку
18 березня 2024 року силами та засобами російських визвольних сил, у районі Червоної Яруги було знищено систему РЕБ «Житель»

### Інтервенція Росії в Сирію
Припускається, що російські військові вже начебто почали перекидати до Сирії з вересня 2018 року комплекси РЕБ «Красуха-4» та Р-330Ж «Житель», а також новітнього комплексу РЕБ «Дивноморье» для захисту російських солдатів від ПС Ізраїлю.